# Suess-kráter
A Suess egy holdi becsapódási kráter a Viharok óceánjának területén. Körkörös, csésze formájú képződmény, magasabb albedóval rendelkezik, mint a környezete. A legközelebbi jelentős kráter a Reiner, kb. 150 kilométerre nyugat-északnyugati irányban. A holdi tengert, ami körülveszi a Suess-t, a kelet-északkeleti irányban található Kepler-kráterről ráverődő sugarak világítják meg.
A Rima Suess nevű hosszú, kanyargós fényér a krátertől kb. 30 kilométerre északra kezdődik, és majdnem 200 km hosszan húzódik észak-északnyugati irányban.

## Közeli kráterek
Megállapodás szerint úgy jelzik ezeket a képződményeket a holdi térképeken, hogy a kráter középpontjának arra az oldalára helyezik el a betűt, amely legközelebb található a Suess-kráterhez.
| Suess | Szélesség   | Hosszúság    | Átmérő |
| ----- | ----------- | ------------ | ------ |
| B     | é. sz. 5,7° | ny. h. 47,3° | 8 km   |
| D     | é. sz. 4,7° | ny. h. 46,5° | 7 km   |
| F     | é. sz. 1,1° | ny. h. 44,6° | 7 km   |
| G     | é. sz. 3,4° | ny. h. 48,4° | 4 km   |
| H     | é. sz. 4,0° | ny. h. 45,7° | 4 km   |
| J     | é. sz. 6,9° | ny. h. 48,5° | 3 km   |
| K     | é. sz. 6,5° | ny. h. 50,0° | 3 km   |
| L     | é. sz. 6,1° | ny. h. 50,5° | 5 km   |